# Атрушкевич, Павел Александрович
Павел Александрович Атрушкевич (7 ноября 1933, Столбцовский район Минской области, БССР, СССР — 2014, Одесса) — советский и казахстанский государственный деятель, видный ученый в области прогнозирования землетрясений геодезическими методами. кандидат технических наук (1971), профессор, член-корреспондент НАН РК (1995). Заслуженный деятель Республики Казахстан. Лауреат Президентской премии мира и духовного согласия (1998).

## Биография
Родился 7 ноября 1933 года в д. Мархачевщина, Столбцовского района Минской области.
В 1952 году окончил Несвижское педагогическое училище иatrushkevich работал учителем, затем директором семилетней школы.
В 1958 году окончил Белорусская сельскохозяйственная академия по специальности «Инженер-землеустроитель».
В последнее время жил в Одессе. Умер в 2014 году.

## Трудовая деятельность
В 1958 году после окончания Белорусской сельскохозяйственной академии молодой инженер-землеустроитель был направлен на работу в Алма-Ату, где работал инженером, начальником отдела центральной комплексной экспедиции (1958—1960 гг.).
С 1961 по 1980 годы — работал в Казахском политехническом институте ассистентом, старшим преподавателем, доцентом, секретарем партийного комитета, заведующим кафедрой.
С 1980 по 1987 годы — заведовал кафедрой инженерной геодезии Алма-Атинского архитектурно-строительного института, затем, с 1987 по 1999 годы — ректор Казахской государственной архитектурно-строительной академии.
В декабре 1992 года единодушно избран председателем созданного в Алма-Ате первого общественного объединения белорусов Казахстана — НКЦ «Беларусь».
В марте 1995 года был избран заместителем председателя Ассамблеи народов Казахстана.

## Выборные должности, депутатство
С 1990 по 1993 годы — Депутат Верховного Совета Казахской ССР XII созыва.
С 1995 по 1999 годы — Депутат Сенат Парламента Республики Казахстан IІ созыва, член комитета по международным делам, обороне и безопасности, с июня 2000 года — член комитета по социально-культурному развитию.

## Научные, литературные труды
кандидат технических наук (тема диссертации — «Современные-вертикальные движения земной коры на Алма-атинском геодинамическом полигоне», 1971 г.), профессор, член-корреспондент НАН РК (1995 г.).
П. А. Атрушкевич — видный ученый в области прогнозирования землетрясений геодезическими методами, исследований устойчивости крупных народнохозяйственных объектов, расположенных в сейсмоопасных зонах. Разработанная им методика деформаций земной поверхности широко применяется на многих геодезических полигонах бывшего СССР и за рубежом. Автор монографии «Геодинамические исследования на Алматинском полигоне».
Автор более 100 научных работ, публикаций в зарубежных изданиях.
В 2003 году в документальной серии биографий вышла книга П. А. Атрушкевича «Душа живёт в Казахстане».

## Награды и звания
- Награждён Почётной грамотой Верховного Совета Казахской ССР
- Награждён орденами «Дружбы народов» (СССР) и «Достык» 2 степени (Казахстан) (1998).
- Заслуженный деятель Республики Казахстан
- Лауреат Президентской премии мира и духовного согласия (1998).
- Награждён многими правительственными и юбилейными медалями СССР и Республики Казахстан.
- Награждён Благодарственным письмом Президента Республики Казахстан.